# Jaarbeursstedenbeker 1962/63
De 5de editie van de Jaarbeursstedenbeker werd gewonnen door de titelverdediger Valencia CF in de finale tegen het Joegoslavische NK Dinamo Zagreb.

## Eerste ronde
| Team #1                | Tot.   | Team #2                  | 1ste wed | 2de wed | Playoff |
| ---------------------- | ------ | ------------------------ | -------- | ------- | ------- |
| UC Sampdoria           | 3 - 0  | FC Aris Bonnevoie        | 1 - 0    | 2 - 0   |         |
| SC Viktoria Köln       | 5 - 7  | Ferencvárosi TC          | 4 - 3    | 1 - 4   |         |
| Petrolul Ploiesti      | 5 - 0  | TJ Spartak ZJŠ Brno      | 4 - 0    | 1 - 0   |         |
| FK Vojvodina           | 1 - 2  | Leipzig XI               | 1 - 0    | 0 - 2   |         |
| Basel XI               | 0 - 3  | Bayern München           | 0 - 3    | n/a     |         |
| Drumcondra FC          | 6 - 5  | Staevnet XI (Odense)     | 4 - 1    | 2 - 4   |         |
| FC Porto               | 1 - 2  | NK Dinamo Zagreb         | 1 - 2    | 0 - 0   |         |
| Olympique de Marseille | 3 - 4  | R. Union Saint-Gilloise  | 1 - 0    | 2 - 4   |         |
| Valencia CF            | 6 - 4  | Celtic FC                | 4 - 2    | 2 - 2   |         |
| Everton FC             | 1 - 2  | Dunfermline Athletic FC  | 1 - 0    | 0 - 2   |         |
| Utrecht XI             | 5 - 3  | SC Tasmania 1900 Berlin  | 3 - 2    | 2 - 1   |         |
| Hibernian FC           | 7 - 2  | Staevnet XI (Kopenhagen) | 4 - 0    | 3 - 2   |         |
| Glentoran FC           | 2 - 8  | Real Zaragoza            | 0 - 2    | 2 - 6   |         |
| Altay Izmir            | 3 - 13 | AS Roma                  | 2 - 3    | 1 - 10  |         |
| SK Rapid Wien          | 1 - 2  | Rode Ster Belgrado       | 1 - 1    | 0 - 1   |         |
| Belenenses             | 2 - 2  | FC Barcelona             | 1 - 1    | 1 - 1   | 2 - 3   |

## Tweede ronde
| Team #1            | Tot.  | Team #2                 | 1ste wed | 2de wed | Playoff |
| ------------------ | ----- | ----------------------- | -------- | ------- | ------- |
| UC Sampdoria       | 1 - 6 | Ferencvárosi TC         | 1 - 0    | 0 - 6   |         |
| Petrolul Ploiesti  | 2 - 1 | Leipzig XI              | 1 - 0    | 0 - 1   | 1 - 0   |
| Bayern München     | 6 - 1 | Drumcondra FC           | 6 - 0    | 0 - 1   |         |
| NK Dinamo Zagreb   | 2 - 2 | R. Union Saint-Gilloise | 2 - 1    | 0 - 1   | 3 - 2   |
| Valencia CF        | 6 - 6 | Dunfermline Athletic FC | 4 - 0    | 2 - 6   | 1 - 0   |
| Utrecht XI         | 1 - 3 | Hibernian FC            | 0 - 1    | 1 - 2   |         |
| Real Zaragoza      | 4 - 5 | AS Roma                 | 2 - 4    | 2 - 1   |         |
| Rode Ster Belgrado | 3 - 3 | FC Barcelona            | 3 - 2    | 0 - 1   | 1 - 0   |

## Kwartfinale
| Team #1         | Tot.  | Team #2            | 1ste wed | 2de wed |
| --------------- | ----- | ------------------ | -------- | ------- |
| Ferencvárosi TC | 2 - 1 | Petrolul Ploiesti  | 2 - 0    | 0 - 1   |
| Bayern München  | 1 - 4 | NK Dinamo Zagreb   | 1 - 4    | 0 - 0   |
| Valencia CF     | 6 - 2 | Hibernian FC       | 5 - 0    | 1 - 2   |
| AS Roma         | 3 - 2 | Rode Ster Belgrado | 3 - 0    | 0 - 2   |

## Halve finale
| Team #1         | Tot.  | Team #2          | 1ste wed | 2de wed |
| --------------- | ----- | ---------------- | -------- | ------- |
| Ferencvárosi TC | 1 - 3 | NK Dinamo Zagreb | 0 - 1    | 1 - 2   |
| Valencia CF     | 3 - 1 | AS Roma          | 3 - 0    | 0 - 1   |

## Finale
| Team #1          | Tot.  | Team #2     | 1ste wed | 2de wed |
| ---------------- | ----- | ----------- | -------- | ------- |
| NK Dinamo Zagreb | 1 - 4 | Valencia CF | 1 - 2    | 0 - 2   |

Overige Europese Bekertoernooien: UEFA Champions League · UEFA Europa Conference League · UEFA Super Cup · Europacup I (Beker der Landskampioenen) · Europacup II (Beker der Bekerwinnaars) · UEFA Intertoto Cup